# Prjamaja linija
Prjamaja linija (russisk: Прямая линия) er en sovjetisk spillefilm fra 1967 af Jurij Sjvyrjov.

## Medvirkende
- Ljudmila Dolgorukova som Natasja
- Oleg Jefremov
- Sergej Gololobov som Kostja Knjazegradskij
- Jevgenij Lebedev som Neslezkin
- Elza Lezjdej som Emma